# Wilhelm Winter (Politiker, 1813)
Wilhelm Winter (* 13. Februar 1813 in Homberg (Efze); † 16. April 1901 ebenda) war ein deutscher Kommunalpolitiker und Abgeordneter des Provinziallandtages der preußischen Provinz Hessen-Nassau.

## Leben
Wilhelm Winter wurde als Sohn des Weißbindermeisters Nicolaus Winter und dessen Ehefrau Maria Catharina Ritter geboren. Bevor er am 21. Mai 1853 zum Bürgermeister seiner Heimatstadt Homberg (Efze) gewählt wurde, war er seit dem 1. Januar 1836 (Bestallung) als Stadtschreiber bei der Stadtverwaltung  beschäftigt. Die Regierung Kassel bestellte ihn am 24. Mai 1854 zum Bürgermeister auf Lebenszeit. Aus dieser Funktion heraus erhielt er 1881 einen Sitz im Kurhessischen Kommunallandtag, aus dessen Mitte er zum Abgeordneten für den Provinziallandtag der Provinz Hessen-Nassau bestimmt wurde. Er war Mitglied verschiedener Ausschüsse und blieb bis 1897 in den Parlamenten.
Zum 1. Oktober 1898 trat er in den Ruhestand.

## Ehrungen
- Ehrenbürger von Homberg (Efze)
- Ehrenmitglied des Hessischen Städtetages